# نوکیا ۲۱۲۵
نوکیا ۲۱۲۵ یک‌نمونه از گوشی‌های تلفن همراه سری ۲۰۰۰ شرکت نوکیا می‌باشد که توسط همین شرکت به بازار عرضه شده‌است.